# Ola (fiume)
La Ola (in russo Ола?) è un fiume dell'Estremo Oriente russo. Scorre nel Chasynskij e nell'Ol'skij rajon dell'Oblast' di Magadan.
Il fiume ha origine sull'altopiano Ol'skoe e scorre in direzione meridionale. La sua lunghezza è di 166 km, l'area del suo bacino è di 8 570 km². Sfocia nella parte nord-est della Baia del Tauj presso l'omonimo villaggio di Ola. Nella parte superiore il fiume erode rocce contenenti agate che possono essere trovate lungo tutto il fiume e sulla riva del mare adiacente. Il suo maggior affluente, da sinistra, è la Lankovaja (lungo 162 km).

## Fauna
Varie specie di salmone utilizzano il fiume per la deposizione delle uova: il salmone rosa, il salmone keta e il salmone argentato.